# 전종호
전종호(全宗顥, 1959년 4월 28일 ~ )는 대한민국의 시인이다. 임진강시인이라 불리는 것을 좋아한다.  중학교 교장을 지냈으며, 2021년 9월 1일부터 현재까지 서영대학교 외래교수를 역임하고 있다. 2021년 하반기부터 파주시 도시관광공사 이사로 재직 중이다.

## 생애
충청남도 부여에서 출생했다. 금강가에서 나서 자라고 공부했다. 경기도 휴전선 근방 임진강가에서 아이들을 가르치면서, 교육 현장과 학문과 운동의 영역에서, 생각하고 표현하고 서로 이해하는 삶의 방식의 길을 찾으며 살았다. 자기만족 차원의 글쓰기에서 벗어나, 이 땅의 작은 사람들의 마음에 스미고 젖어 들어 의미가 되고 울림이 되는 시를 쓰기 위해 노력하고 있다.

## 학력
- 백강초등학교
- 부여중학교
- 공주대학교 사범대학 부설고등학교 졸업
- 공주대학교 사범대학 교육학과 학사
- 동국대학교 대학원 교육학과 석사
- 동국대학교 대학원 교육학과 박사수료

## 경력
- ~ 2021.08 파주시 선유중학교 교장
- 2021.9.1 ~현재 서영대학교 외래교수

## 저서(시집)
- 가벼운 풀씨가 되어도 좋겠습니다(2019/어른의 시간)
- 꽃 핀 자리에 햇살 같은 탄성이(2021/작은숲)

## 저서(교육)
- 학교 한번 해 보실래요?(2021/ 창조와지식)
- 혁신교육 너머 시민교육(2021/중앙서적)
- 그래도, 교육이 희망이다(2021/북만손)
- 혁신학교 교장의 탄생(2021/학이시습, 공저)

## 수상 내역
- 대학생문예작품상(1979년, 한국문학)
- 교육과학기술장관상
- 홍조근정훈장